# Josepha de Fürstenberg-Weitra
Titre
Princesse consort de Liechtenstein
24 mars 1805 – 20 avril 1836
(31 ans et 27 jours)
Maria Josefa Sophie zu Fürstenberg-Weitra (née le 21 juin 1776 à Vienne, morte le 23 février 1848 dans la même ville) est princesse de Liechtenstein de 1805 à 1836.

## Famille
Elle est la fille du landgrave Joachim Egon zu Fürstenberg-Weitra et de son épouse la comtesse Sophia Theresia zu Oettingen-Wallerstein. Le 12 avril 1792, elle épouse le prince Jean de Liechtenstein. Le couple a treize enfants.

## Enfants
1. princesse Leopoldine Maria Josepha de Liechtenstein (1793–1808)
2. prince Aloïs de Liechtenstein (futur Aloïs II) (1796–1858), épouse en 1831 la comtesse Franziska Kinsky von Wchinitz und Tettau
3. princesse Sophie de Liechtenstein (1798–1869), épouse en 1817 Vincent comte Esterhàzy baron zu Galántha
4. Marie Josephine de Liechtenstein (1800–1884)
5. prince Franz de Paula Joachim de Liechtenstein (1802–1887), épouse en 1841 la comtesse Julia Potocka. Ils sont les ascendants de la famille princière régnant sur le Liechtenstein.
6. prince Karl Johann Anton de Liechtenstein (1803–1871), épouse en 1836 Rosalie, comtesse de Grünne
7. princesse Clothilde de Liechtenstein (1804-1807)
8. princesse Henriette de Liechtenstein (1806-1886), épouse en 1825 József Graf Hunyady von Kéthely
9. prince Friedrich de Liechtenstein (1807–1885), épouse en 1848 Sophie Löwe (1811-1866)
10. prince Eduard Franz Ludwig de Liechtenstein (1809-1864), épouse en 1839 Honoria, comtesse Chonloniewska (1813-1869)
11. prince August (Ludwig) Ignaz de Liechtenstein  (1810-1824)
12. princesse Ida Leopoldine Sophie de Liechtenstein (1811-1884), épouse en 1832 Karl, prince Paar (1806–1881)
13. prince Rudolf de Liechtenstein (1816-1848)

## Culture
La princesse Josefa est la dédicataire de la sonate pour piano nº 13 de Beethoven.

## Source de la traduction
- (de) Cet article est partiellement ou en totalité issu de l’article de Wikipédia en allemand intitulé « Josefa zu Fürstenberg-Weitra » (voir la liste des auteurs).